# 亚森·罗宾
亞森·羅蘋，亞森·羅平（法語發音：[aʁsɛn lypɛ̃]），或譯亞森·魯邦，是法国作家莫理斯·盧布朗笔下的一個盗贼，他头脑聪慧、心思缜密、风流倜傥、家财万贯，又劫富濟貧，因此穷人们予他“侠盗”、“怪盜”、“怪盜紳士”等称号，他同时亦得到当时无数纯情女子的倾慕。羅蘋雖然名為怪盜，做的卻是偵探的工作。
莫理斯·盧布朗曾經在小說中讓亞森羅蘋與福爾摩斯對決，並且最終勝過了福爾摩斯，但是遭到福爾摩斯原作者柯南道爾抗議，所以只好在後來的版本中改掉福爾摩斯的名字。

## 主角档案

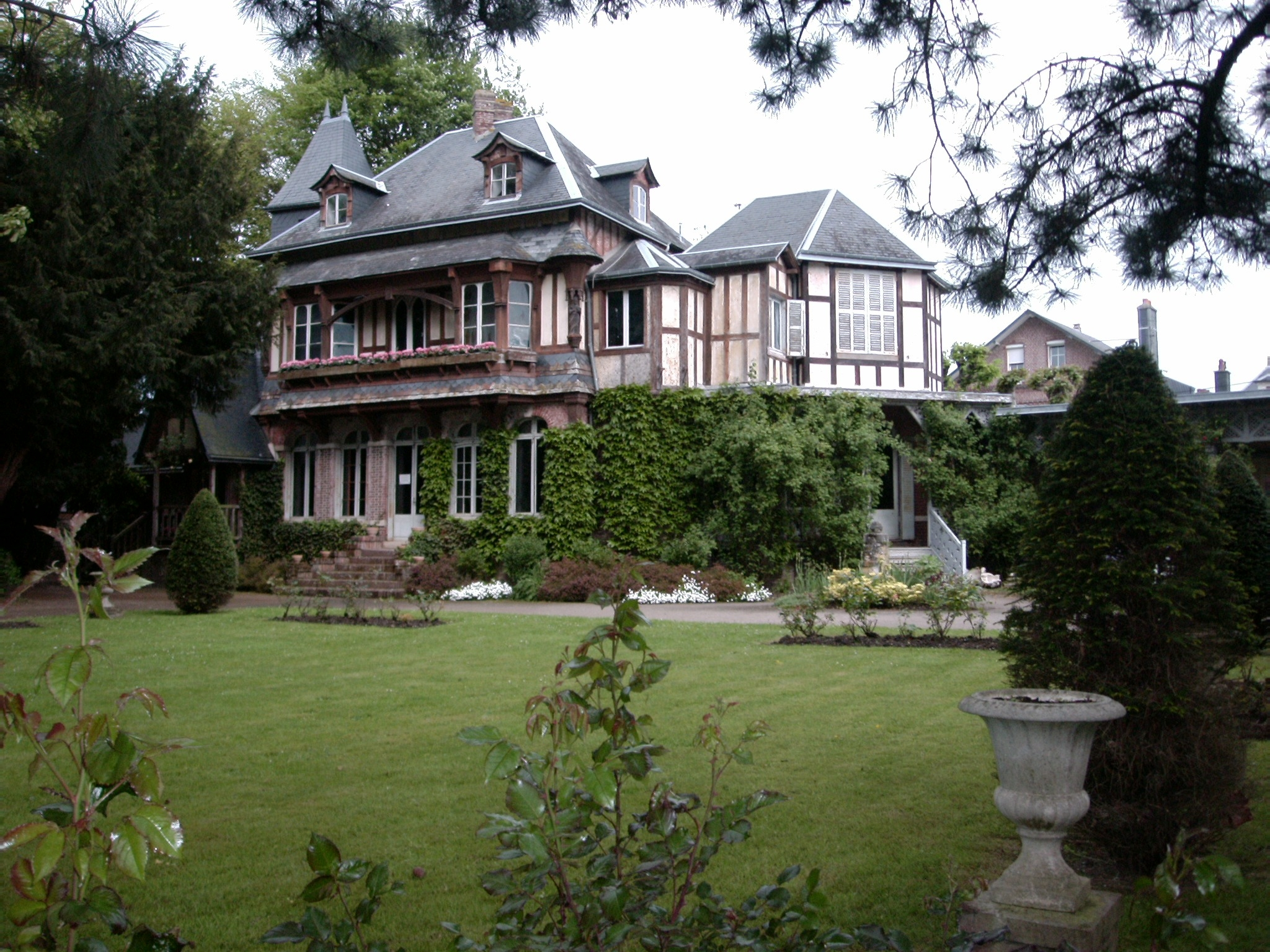
埃特勒塔罗宾的紀念館

莫理斯·盧布朗笔下的世紀大盗亚森·罗宾在其每張字條中的署名縮寫為「Ars·L」或「A‧L」，羅賓是來自法國的国际級盗贼，亦是怪盗界的鼻祖。他精於易容术，可以随时化妝成任何人，也有許多不同的假身分證與假護照，有时也會從事一些類似侦探的工作，因此虽然每个人都知道他是个英俊潚洒、风流倜傥的人物，但事实上几乎无人能一睹其卢山真面目。因為他為了隱藏真面目，往往使用化名，化妝成某個貴族青年，形象百變。也是一個千面人。
其为人爽朗、行动敏捷、个性乐观，对女性慇勤有礼、富体贴心，生活上可挥金如土，也可安贫乐道，爱锄强扶弱、劫富济贫，其犯案手法神乎其技，令人摸不著头绪，爱跟警方开俏皮的小玩笑，又善於宣传，經常利用自己在幕後當老闆的報紙《法蘭西回聲報》進行讀者投書，自吹自擂对自己的义举赞扬一番，让被害者哭笑不得，据说他是大報紙《法國回聲報》(Écho de France)的主要股东之一。
他有著强烈的爱国心，在《红心七》事件中，将夺得的潜艇设计图献给法国，并且捐出两万法朗的赞助給政府做為軍费。在羅蘋當配角的《神秘黑衣人》(黑色的吸血蝙蝠)這個故事中也发挥了自己的医疗才能，以军医的身份参加第一次世界大战協助法國軍隊，並幫助男主角尋找當年父親死亡的真相。
在《亚森·罗宾被捕》事件中初次登场，他为了心仪的女子而自愿被葛尼玛探长逮捕，却又在狱中指挥其手下犯案，并预告自己即将逃狱，而且也真的成功，可见其足智多谋。

法国报纸说他是一个有社交手腕又无法无天的大盗，根据作者自己的说法，他是一个诱惑者，无政府主义者，艺术爱好者和爱国者，也有人说他是最後的浪漫英雄。

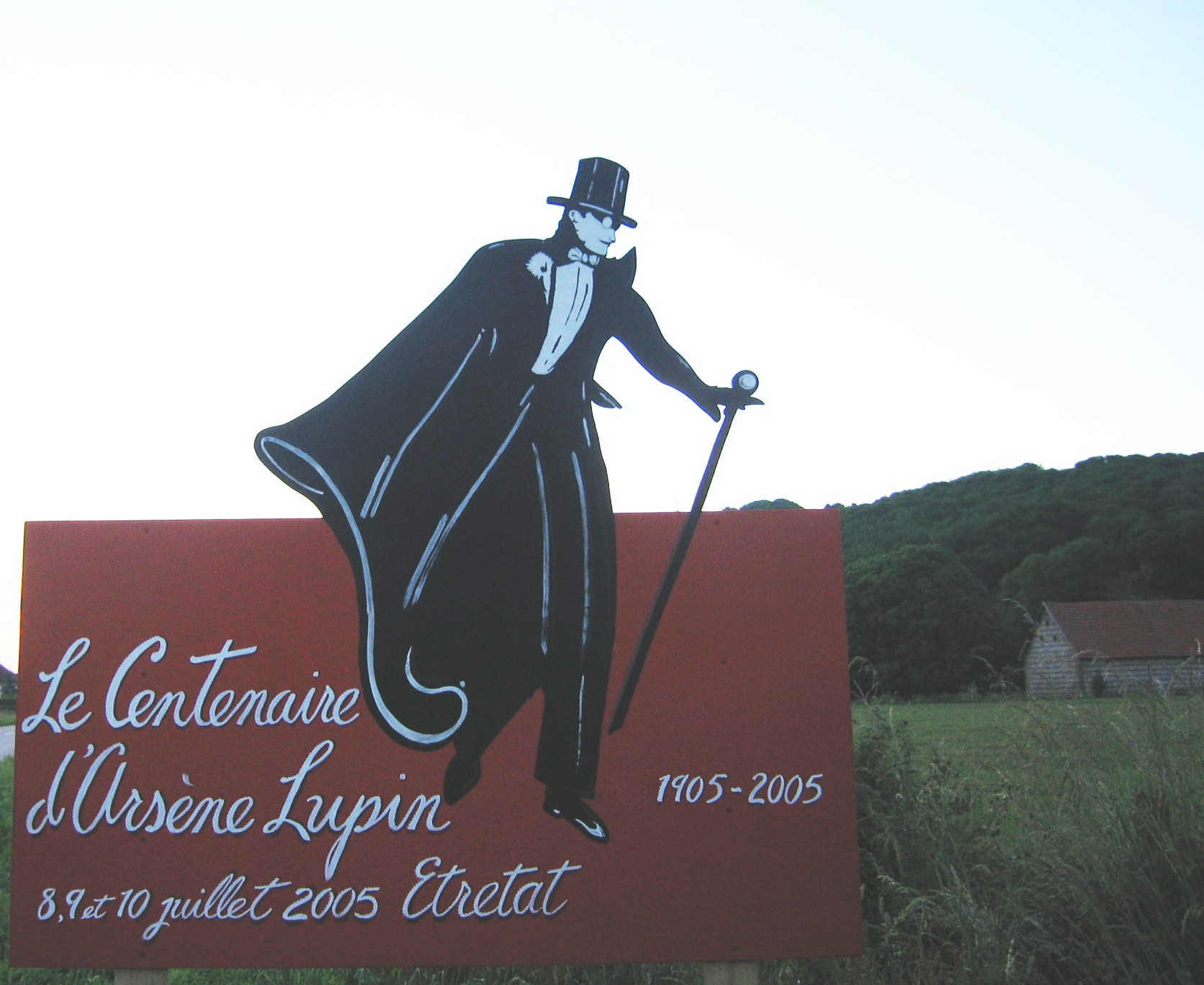
埃特勒塔，罗宾的誕生百年標誌

## 其他的人
初恋情人克拉麗絲·德蒂格对他的看法
从一开始，她就觉得勞尔（Raoul）是个捉摸不定的神秘人物，她永远也无法了解他。他有时过于轻浮，讽刺过于刻薄，性情过于忧虑，使她感到不快。但除此之外，她認為他富有魅力、令人愉快、充满年轻人的热情和激动。他所有的缺点表面上看都是极为难得的优点，他的恶习像是不为人所知的将充分发展的美德。亚森·羅蘋二十岁自我介绍为勞尔·丹得列茲。
父亲：堤歐法斯特·羅蘋
一位体操、击剑和拳击教师（日本拳术高手）为人正直，但是很穷。当亚森还在吃奶的时候，就教他打拳和体育，於亚森三、四岁时就去世了。
羅蘋的父亲并不像他自己所说的那样正直（“穷的像约伯”，约伯为人正直但一生不幸）。堤歐法斯特·羅蘋，根据约瑟芬·巴尔莎摩的揭露，其教拳击時，亦从事有利可图的欺骗。他在美国被定罪并死于监狱中。
母亲：安莉葉·羅蘋
本名安莉葉·丹得列茲（出身贵族）因为嫁给羅蘋的父亲，与自己的家庭关系不合。守寡之后迫于来自家庭的压力，恢复使用丹得列茲的贵族姓氏。在亚森十二、三岁时因病去世。
亚森·羅蘋的童年
毫无疑问，亚森·羅蘋的童年是孤独、坎坷的。在父亲去世之后，母子俩并没有回到丹得列茲家族，而是被杜樂‧舒比茲家族的继承人「杜樂‧舒比茲伯爵夫人（亚森母亲当修道院寄宿生时的朋友）」收留，作为贴身女仆和缝纫女工，亚森的母亲受尽伯爵夫人的苛责与侮辱。三年后的一次机会，六岁的亚森（勞爾）天才的盗走了杜樂‧舒比茲家族视若生命的傳家寶「皇后的項鍊」。没有人发现事实的真相。安莉葉·丹得列茲却被伯爵夫人懷疑因而被赶出家门。母子俩在偏远的乡村（另一说在拉丁区长大，拉丁区：巴黎的大学区，中世纪的大学都使用拉丁语授课）艰难的过日子，母亲病倒了，小家伙想办法，卖掉宝石救母亲，或至少减轻她临终时的痛苦。疾病把母亲压垮了。她死了。之后，小亚森由畢克蒂娃，他慈祥的乳母抚养长大。
婚姻与家庭
1894年以勞爾·丹得列茲子爵的名义同克拉麗絲·德蒂格结婚。
第一个孩子：女儿，没活多久。
第二个孩子：儿子，取名尚（Jean），生后第三天即失踪了。
克拉麗絲产后死了，幸福的生活仅仅持续到第六年初。
卫生检疫所监狱档案
里昂信贷银行抢劫案、巴比伦街盗窃案、发行假钞案、保安警察案、阿尔莫斯尼尔城堡、古莱城堡、安布勒万城堡、格洛瑟利埃城堡、马拉基城堡盗窃案等一系列盗窃案的主谋。
先后假充过司机、男高音歌手、赛马场登记赌注的人、富家公子、青年人、老头子、马赛的旅行推销员、俄罗斯医生、西班牙斗牛士、私家偵探和旅行家。
其他
二十岁之前从未恋爱过，并不缺乏机会，只是没有时间。他雄心勃勃，但不知道在什么方面以什么方法来实现他风光，发财，和掌权的梦想。他在各方面都不遗余力，随时准备好响应命运的召唤。他极力培养各种才能：聪明，思想，意志，身体的柔韧，肌肉的强健，灵活，耐力。他惊讶的看到，只要努力，这些才能可以无限发展。
他得生活，但他没有来源。他是孤儿，独自生活，既无朋友，也无亲戚和职业。但他活下来了。人总是尽一切可能的活着，总是根据情况来对付饮食起居的。
“我会有好运。”他这样想到，“往前走吧。应有的东西将来会有的。我想将来是美好的。”

## 编年史
1874年：出生
1878年：父亲去世
1880年：盗取王后项链
1887年：母亲去世
1894年：以勞尔·当德莱齐子爵的名义同克拉麗絲·德蒂格结婚。
1894年：结婚后去欧洲旅行
1894-1900年：建立一些企业，期间发现并掌握了空心岩柱秘密
1895年：女儿出生，不久夭折
1900年：儿子出生后被卡格利奥斯特罗伯爵夫人拐走，克拉麗絲難產去世。
1901年：女儿珍妮维耶芙出生
1909年：将空心岩柱(奇巖城)交给法国。
1909年：奇巖城事件后在公众面前消失了四年
1912年4月16日：介入813之謎，后以勒诺魯曼老處长的身份调查克塞巴赫案
1912年：失手杀死了多罗莱，跳崖意图自杀未遂。加入外籍兵团。
1912-1914：功绩卓著，得了军功章和荣誉团勋章，七次通令嘉奖。
1915年5月：黃金大三角（帕西码头，促使意大利参战）
1915年夏：故意成为柏柏尔人战俘，成为首领。
1915-1917：自摩洛哥阿特拉中部山脉开始，15个月内征服了有两个法国大的王国（摩洛哥、塞内加尔、突尼斯到刚果，橫跨半个撒哈拉大沙漠），成为毛里塔尼亚皇帝亚森一世。
1917年：三十具棺材岛
1919年：虎牙
1925年：遇见儿子尚。
1927年1月：买下明净居。（坐落在离巴黎二十公里的小镇维齐纳，濒湖）
1927年7月之前在荷兰旅行。
7月1日：回到维齐纳，参与对伊丽莎白·加维雷之死的调查。

## 作品
- 怪盜紳士怪盜羅蘋（俠盜亞森·羅蘋）（短篇集）Arsène Lupin gentleman cambrioleur（1907年）
  1. 亞森‧羅蘋被捕 L'Arrestation d'Arsène Lupin
  2. 獄中的羅蘋 Arsène Lupin en prison
  3. 羅蘋逃獄 L'Évasion d'Arsène Lupin
  4. 神祕的旅客 Le Mystérieux voyageur
  5. 皇后的項鍊 Le Collier de la reine
  6. 紅心七 Le Sept de cœur
  7. 安培爾夫人的保險櫃 Le Coffre-fort de madame Imbert
  8. 黑珍珠 La Perle noire
  9. 遲來的福爾摩斯 Herlock Sholmès arrive trop tard
- 怪盜與名偵探（亞森·羅蘋智鬥福爾摩斯） Arsène Lupin contre Herlock Sholmès（1908年）
- 消失的王冠 Arsène Lupin (pièce de théâtre en 4 actes)（1908年）（原為莫理斯·盧布朗與Francis de Croisset合作寫成的四幕劇劇本，後由Edgar Jepson改寫成小說並在1909年出版）
- 奇巖城（空心岩柱） L'Aiguille creuse（1909年）
- 813之謎（813） 813: La Double vie d'Arsène Lupin（1910年）
- 水晶瓶塞 (玻璃瓶塞的秘密)Le Bouchon de cristal（1912年）
- 羅蘋的告白（亞森·羅蘋的秘密、亞森·羅蘋的隱情）（短篇集）Les Confidences d'Arsène Lupin（1913年）
  1. 日光暗號(又名日光暗號的秘密) Les Jeux du soleil
  2. 婚戒 L'Anneau nuptial
  3. 影子標記 Le Signe de l'ombre
  4. 地獄陷阱 Le Piège infernal
  5. 紅絲巾之謎 L'Écharpe de soie rouge
  6. 死神遊蕩 La Mort qui rôde
  7. 掛毯之謎 Édith au cou de cygne
  8. 麥稈 Le Fétu de paille
  9. 羅蘋的婚禮 Le Mariage d'Arsène Lupin
- 羅蘋大作戰（炮彈片、神秘黑衣人、黑色的吸血蝙蝠） L'Éclat d'obus（1916年）（原本並不屬於亞森·羅蘋系列故事，在1923年的版本中將羅蘋寫了進去）
- 黃金三角（金三角） Le Triangle d'or（1918年）
- 棺材島（三十口棺材島） L'Île aux trente cercueils（1919年）
- 虎牙 Les Dents du tigre（1921年）
- 八大奇案（鐘敲八點） Les Huit Coups de l'horloge（1923年）
- 魔女與羅蘋（卡格利奥斯特罗伯爵夫人） La Comtesse de Cagliostro（1924年）
- 亞森·羅蘋的大衣 Le Pardessus d'Arsène Lupin（1926）（短篇，原本是1924年在法國發表的名為「埃居尔·珀蒂格里的牙齿La Dent d'Hercule Petitgris」的小說，而後在1926年改寫出版成為亞森‧羅蘋系列故事）
- 綠眼睛的少女（碧眼少女） La Demoiselle aux yeux verts（1927年）
- 穿羊皮的人（穿羊皮大衣的男人） The Man with the Goatskin（1927年）（七大秘密中的短篇，不同的出版社收錄在不同的書裡)
- 名偵探羅蘋（巴爾內特私家偵探事務所） L'Agence Barnett et Cie（1928年）
- 奇怪的屋子（神祕住宅） La Demeure mystérieuse（1929年）
- 斷橋疑案 The Bridge that broke (1929)（以英文發表的短篇，好讀出版社收錄在名偵探羅蘋一書裡）
- 綠寶石之謎（沒刻面的純綠寶石） Les Annales politiques et littéraires（1930年）
- 古堡驚魂（回浪灣的神秘村、羅蘋與怪人） La Barre-y-va（1931年）
- 兩種微笑的女人（幻影殺手、雙面俏佳人） La Femme Aux Deux Sourire（1933年）
- 神探與羅蘋（便衣偵探維克托） Victor, de la Brigade mondaine（1933年）
- 魔女的復仇（卡格利奥斯特罗伯爵夫人的復仇） La Cagliostro se venge（1935年）
- 羅蘋的財寶（羅蘋的財富） Les Milliards d'Arsène Lupin（1939年）故事到了後期，羅蘋厭倦盜賊生涯，藉口隱遁，卻有一群美國黑手黨匪徒，覬覦他積存的財寶，打算以正義之名奪取羅蘋的財寶，當中更有一名綽號『野獸』的武夫，打算黑吃黑獨吞財寶，殺掉其他礙事的人。在這故事中，羅蘋與美國女記者碧翠西亞(Patricia)和她的兒子魯道夫，以及她養的母老虎『賽依達』聯手，對抗打著新十字軍名號，意圖吞併財寶的美國黑手黨，故事最後，化妝的羅蘋又混在匪徒中，藉機將他們消滅。
- 羅蘋的最後戀人(羅蘋最後之戀) Le Dernier Amour d'Arsène Lupin（2012年）（莫理斯·盧布朗約於1936年的遺稿，因尚未改稿完畢就罹患了腦溢血而放棄出版，而後其孫子決定不做任何修改，於2012年出版，故事描述羅蘋的祖先，替拿破崙皇帝效力的羅蘋將軍，收藏了一本聖女貞德所寫的書，書中的線索載明了英國在南非的一筆寶藏所在，為了爭奪這本書，怪盜羅蘋與英國情報局長，展開一場鬥智鬥力的較量，當中更穿插了羅蘋的另外一個身份，貧民窟中率領小孩對抗壞蛋三人幫(老狐狸，咖啡毛，大火雞)的『公雞隊長』。以及圍繞在貴族少女蔻拉身邊的四個男性友人，為爭奪少女蔻拉感情，彼此之間的情場較量。）

## 其他作家作品
纳尔塞雅克（Pierre Ayraud，Thomas Narcejac）：
- 奧利維拉案件（1946年）

瓦來爾·卡托岡（Raymond Lindon，Valère Catocan）：
- 法國國王的祕密或者亞森·羅蘋的真實身份（1949年）

法國作家布瓦洛—纳尔塞雅克（Boileau-Narcejac）二人組：
- 歐奈維爾城堡的祕密（惡魔鑽石）Le Secret d'Eunerville（1973年）
- 火藥庫（白色秋牡丹的祕密）La Poudrière（1974年）
- 亞森·羅蘋的第二面孔（雙面人）Le Second visage d'Arsène Lupin（1975年）
- 亞森·羅蘋的裁決（羅蘋與殺人魔王） La Justice d'Arsène Lupin（1977年）
- 亞森·羅蘋的誓言（千鈞一髮） Le Serment d'Arsène Lupin（1979年）

作者不明：
- 金字塔的祕密（可能是南洋一郎所作）
- 女賊與羅蘋（短篇）（可能是南洋一郎所作）

## 亞森·羅蘋未出場作品
莫理斯·盧布朗原著，亞森·羅蘋並未明確出場，但有時亦被出版社收錄進亞森·羅蘋全集裡。
- 一位紳士（Un gentleman）（1903年）
- 邊境（La Frontière）（1911年）
- 三隻眼睛（Les Trois Yeux）（1920年）
- 重大而可怕的案件（Le Formidable Événement）（1921年）
- 走鋼絲的姑娘（女偵探之謎、妖魔與女偵探） （Dorothée, danseuse de corde）（1923年）
- 埃居尔·珀蒂格里的牙齿（La Dent d'Hercule Petitgris）（1924年）（1926年改寫加入了亞森·羅蘋系列故事，名為亞森·羅蘋的大衣 Le Pardessus d'Arsène Lupin）
- 荒誕人生（La Vie extravagante de Balthazar）（1925年）
- 杰里科王子（偵探與海盜王、魔人與海盜王） （Le Prince de Jéricho）（1930年）
- 從午夜到凌晨七點（De minuit à sept heures）（1932年）
- 森林歷險記（La Forêt des aventures）（1932年）
- 血染的念珠（Le Chapelet rouge）（1934年）

## 廣播劇
中廣新聞網午夜奇譚節目曾將台灣東方出版社的「亞森羅蘋全集」改編為劇本製作廣播劇。